# Kefalos a Prokris (Jacquet de La Guerre)
Kefalos a Prokris (ve francouzském originále Céphale et Procris) je opera (tragédie lyrique nebo „tragédie en musique“) o pěti dějstvích francouzské skladatelky Élisabeth Jacquet de La Guerre na libreto Josepha-Françoise Duchého de Vancy na téma z řecké mytologie, konkrétně z básnické sbírky Proměn starořímského básníka Publia Ovidia Nasa. Premiéra opery se konala 17. března 1694 v Pařížské opeře (Académie royale de musique), v jejím tehdejším působišti Théâtre du Palais-Royal (na místě dnešní Comédie-Française). Je to první opera napsaná ženou, která byla v Pařížské opeře uvedena.

## Vznik a charakteristika
Élisabeth-Claude Jacquetová, provdaná de La Guerre (1665–1729), od dětství vynikala v hudbě, především hře na cembalo, ale i kompozici; často vystupovala u francouzského královského dvora a oblíbil si ji i král Ludvík XIV. Roku 1687 vydala soubor skladeb pro cembalo Pièces de clavessin a roku 1691 sklidila úspěch s baletem Jeux à l'honneur de la victoire (Hry na počest vítězství), hraným souborem pařížské opery u královského dvora ve Versailles, který někteří badatelé považují za první opéra-ballet nebo alespoň za předchůdce tohoto žánru velmi populárního v 18. století. Zřejmě brzy poté začala pracovat přímo na opeře pro Académie royale de musique. Partnerem jí byl libretista, mladý básník Joseph-François Duché de Vancy (1668–1704), byl považován za oblíbence tajné manželky Ludvíka XIV. Madame de Maintenon.
Námět na téma lásky Kefala a Prokridy se ke zopernění již delší dobu nabízel. Henry Guichard, spolupracovník Pierra Perrina a Roberta Camberta, nabízel libreto na toto téma, sepsané s Mme de Villeneuve, Jeanu-Baptistovi Lullymu již roku 1674. Roku 1685 patřilo téma Kefala a Prokridy mezi tři, které Philippe Quinault nabízel králi k výběru pro novou Lullyho operu; volba Ludvíka XIV. tehdy padla na Armidu. Námět je vzat z Ovidiových Proměn, avšak se značnou volností. Hlavní hrdinové nejsou u Duchého de Vancy ještě manželé jako u Ovidia, naopak libretista doplnil Kefalovi soka v podobě Borea (který si podle řecké mytologie vzal Prokridinu sestru) a standardní postavy důvěrníků, kterými byli obdařeni nejen oba titulní hrdinové (Dorina pro Prokridu, Arkas pro Kefala), ale i Prokridina antagonistka Aurora, jíž je v opeře nápomocna Ifis.
Opera Kefalos a Prokris Jacquet de la Guerre z velké části sleduje vzor francouzské „tragédie en musique“ založený právě Jeanem-Baptistem Lullym: obsahuje prolog, který nesouvisí s hlavním dějem a je věnován chvále panovníka; následuje pět dějství tragédie respektující aristotelskou jednotu děje a času, ale nikoli místa, každé dějství obsahuje zpěvní a baletní vložku – divertissement – z nichž prostřední ve třetím dějství prakticky zcela zatlačuje děj. Současně však tato opera projevuje jisté odchylky a inovace. Skladatelce se zjevně příčily formální a situací těžko ospravedlnitelné intervence sboru, které byly v Lullyho operách běžné, a proto například I. dějství končí bez něj, ačkoli je „athénský lid“ na jevišti přítomen. Zejména však je inovativní závěrečná scéna s Prokridinou smrtí, která je velmi komorní a intimní, zatímco tragédies lyriques tohoto období končí vesměs monumentálními obrazy. V Prokridině posledním recitativu navíc Jacquet de La Guerre předepsala generální pauzy, podtrhující předsmrtné vysílení postavy, což je prvek, který se v lullyovských operách nevyskytuje. Překvapivá je rovněž milostná zápletka vedlejších postav Doriny a Arkase, navíc traktovaná komicky v kontrastu k hlavnímu mileneckému páru, což je dramatický prvek, který Lullyho opery vymýtily před dvaceti lety jako nesourodý s povahou tragédie lyrique.
Opera Kefalos a Prokris byla pařížskou společností napjatě očekávána, Jacquet de La Guerre i Duché de Vancy byli známými osobnostmi. Přesto se dočkala jen pěti nebo šesti provedení. Lze tedy hovořit o neúspěchu (přinejmenším ji nelze, jako to činí někteří novodobí autoři, považovat za „úspěšnou operu“), ale dobové prameny neuvádějí jeho důvody. Existuje jen jediný dochovaný pramen týkající se této opery, rukopisná Histoire de l'Académie royale de musique od bratří Parfaictů: „Pokud by chvála vyslovená předem mohla zaručit úspěch díla, žádná opera by nedosáhla takového triumfu. Jména Duché a Mlle de La Guerre zněla celou Paříží. Na zkouškách této básně [=opery] lidé upadali ve vytržení a běda těm, kdo by se opovážili říci, že je třeba vyčkat úsudku publika. Ten den přišel, a jaká to změna! Byl to úplný obrat [v mínění publika] a opera skonala po pěti nebo šesti představeních.“ Dozvídáme se, že horlivého zastánce měla Jacquet de La Guerre alespoň ve svém manželovi: „Den po premiéře se pan de La Guerre, který svou ženu miloval a něžně obdivoval, ocitl ve společnosti několika lidí, kteří novou operu haněli; nakázal jim mlčet a řekl jim Pánové, ujišťuji vás, že opera mé ženy je velmi dobrá, jen její předehra je příliš dlouhá.“

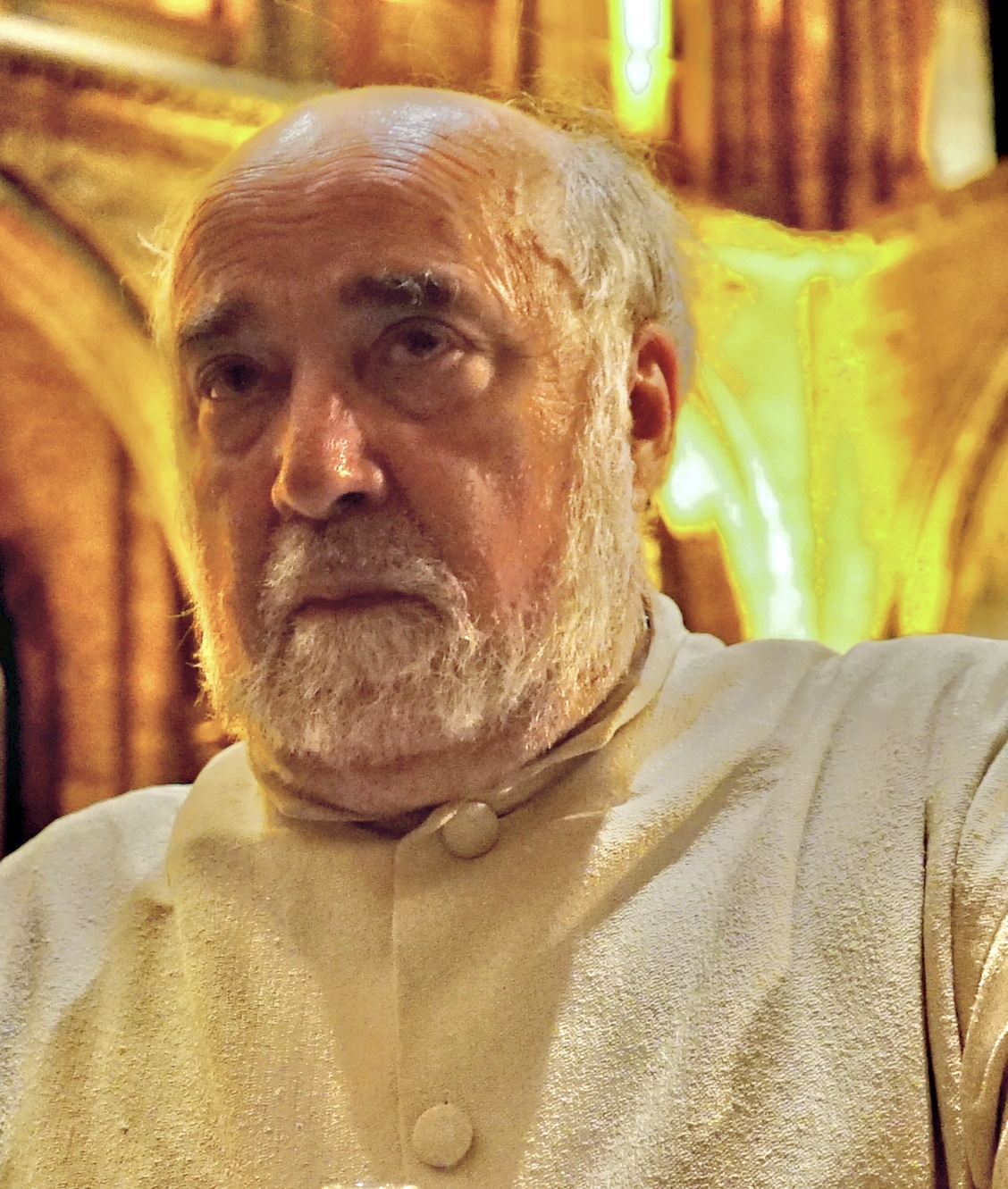
Dirigent Jean-Claude Malgoire nastudoval první novodobé uvedení Kefala a Prokridy roku 1989

V každém případě libretista Duché de Vancy byl obecně považován za básníka menších schopností a je možné, že obecenstvu vadily zmíněné odchylky od lullyovského vzoru. Jacquet de La Guerre se již k opernímu žánru nevrátila, z čehož se někdy usuzuje, že se v něm zklamala. Přitom však v desetiletích po Lullyho smrti velmi málo nových děl zaujalo a s výjimkou autorské dvojice Antoine Danchet – André Campra se autoři oper pro Académie royale de musique zřídka uplatnili více než jednou nebo dvakrát. Rovněž vnější okolnosti nebyly pro operní žánr příznivé; Ludvík XIV. se o něj již před Lullyho smrtí přestával zajímat a u dvora a v politice začínala mít navrch morálně konzervativní frakce, spojovaná s Madame de Maintenon, a církev zostřila své útoky na operu jako nemravnou zábavu. 90. léta 17. století byla pro Francii Ludvíka XIV. navíc dobou vojenských neúspěchů a hospodářských těžkostí. Napsat a uvést do provozu pětiaktovou lyrickou tragédii také stálo mnoho času a úsilí bez větší peněžní odměny a Jacquet de La Guerre, jak připomínala i ve věnování své opery králi, neměla jako žena přístup k placeným funkcím u dvora, které zastávala většina jejích konkurentů; věnovala se ve zbytku své kariéry tedy jiným žánrům, které jí mohly vedle uměleckého uznání přinést i obživu. Své mohla hrát i skutečnost, že Jacquet de la Guerre v několika dalších letech ztratila řadu svých blízkých: manžela a nadaného syna, rodiče a bratra.
Přes relativní neúspěch opery bylo roku 1694 vydáno tiskem jak její libreto (v Amsterodamu u Antoina Schelteho), tak i zjednodušená partitura (v Paříži u Christopha Ballarda).

## Pozdější inscenační historie
Jediné další částečné uvedení Kefala a Prokridy ve své době uspořádal skladatel Sébastien de Brossard (1655–1730) roku 1696, když prolog opery ve svém aranžmá zařadil na program Académie de Musique ve Štrasburku.
Ve 2. polovině 18. století byla řada prvních francouzských oper nově zhudebněna pro měnící se vkus. V případě této opery tak učinil André Ernest Modeste Grétry, jehož verze Kefala a Prokridy měla premiéru roku 1773. Ani ona se však nesetkala s úspěchem.
První oživení díla po téměř třech stech letech přineslo nastudování dirigenta Jeana-Clauda Malgoira a jeho souboru La Grande Écurie et la Chambre du Roy. Zpívali v něm mj. Isabelle Poulenardová (Aurora), Gilles Ragon (Kefalos), Sophie Marin-Degorová (Prokris), François Harismendy (Boreás), Anne-Julia Goddetová (Dorina), Philippe Cantor (Arkas), výpravu navrhl Daniel Ogier a choreorafii Ann Jacobyová. Tato verze byla provedena 3. a 5. listopadu 1989 v Saint-Étienne a 12. a 14. ledna 1990 v Tourcoing. Druhou zastánkyní díla byla dirigentka Danielle Dolciová se souborem barokní hudby Musica Fiorita a souborem barokního tance Il Ballarino. Ti provedli Kefala a Prokridu na festivalu Les Muséiques v Basileji 7. a 10. dubna 2005 (při této příležitosti vznikla i nahrávka, kriticky málo oceňovaná) a pak na festivalu Bayreuther Barock 3. a 4. října 2008 v barokní Markraběcí opeře v Bayreuthu. Pro další provozování měla velký význam novodobá edice partitury Kefala a Prokridy, kterou připravile americká muzikoložka Wanda R. Griffithsová a vydalo hudební nakladatelství A-R Editions.

## Osoby

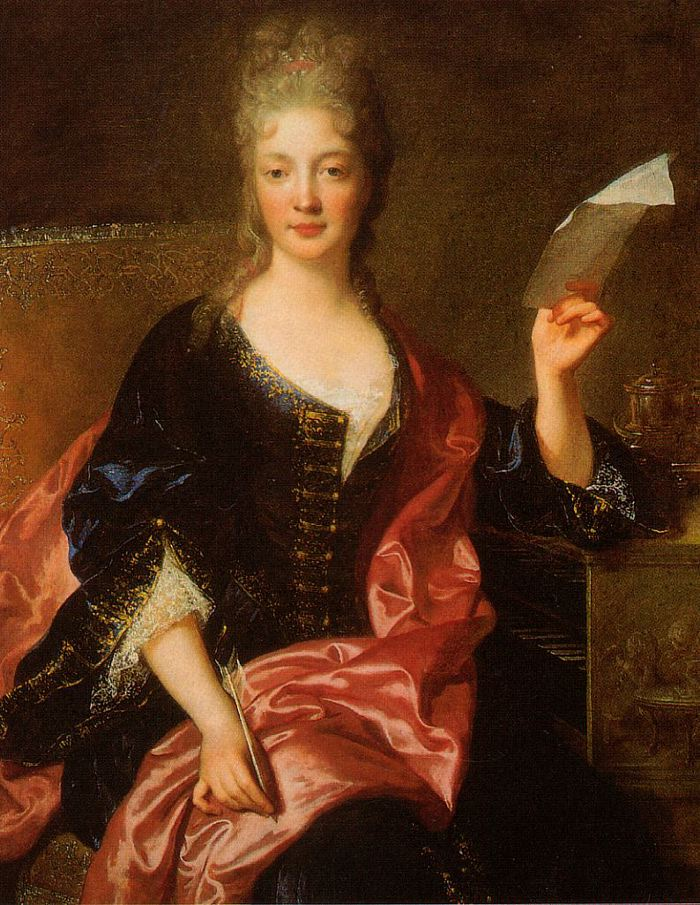
Élisabeth Jacquet de La Guerre, obraz Françoise de Troy z 90. let 17. století

### Prolog
- Flora – dessus (soprán)[17]
- Pan – basse (bas)
- Néreus (Nérée) – haute-contre (vysoký tenor)
- Dvě nymfy – dessus (soprány)
- Mořský bůh – haute-contre (vysoký tenor)
- Sbor a balet nymf z družiny Flory; sbor a balet faunů a lesních božstev; balet tritonů a mořských božstev

### Tragédie

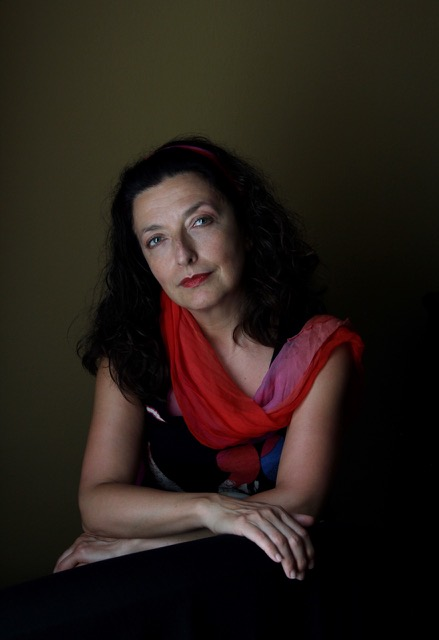
Pěvkyně Isabelle Poulenardová, první novodobá představitelka Aurory v Kefalovi a Prokridě, fotografie z roku 2021

- Aurora (L'Aurore) – dessus (soprán)
- Prokris (Procris), dcera Erechtheova, milovaná Kefalem – dessus (soprán)
- Kefalos (Céphale), milující Prokris – haute-contre (vysoký tenor)
- Boreás (Borée), thrácký princ, Kefalův sok – basse (bas)
- Erechtheus (Erictée), král athénský – basse (bas)
- Ifis (Iphis), nymfa, Aurořina důvěrnice – dessus (soprán)
- Dorina (Dorine), Prokridina důvěrnice – dessus (soprán)
- Arkas (Arcas), Kefalův přítel, milující Dorinu – basse (bas)
- Palladina (Minervina) kněžka – dessus (soprán)
- Dvě athénské ženy – dessus (soprány)
- Thrácký muž – haute-contre (vysoký tenor)
- Pastýřka – dessus (soprán)
- Pastýř – haute-contre (vysoký tenor)
- Rozkoš (la Volupté) – dessus (soprán)
- Společnice Rozkoše – dessus (soprán)
- Žárlivost (la Jalousie) – taille (baryton/tenor)
- Hněv (la Rage) – haute-contre (vysoký tenor)
- Zoufalství (le Désespoir) – basse (bas)
- Sbor a balet Athéňanů a Athéňanek; balet bojovníků z Boreovy družiny; sbor a balet pastýřů a pastýřek; balet Lásek, Her a následníků Rozkoše; dva zefyrové; sbor a balet démonů

## Děj opery

### Prolog
(Les, pozdní večer) Za soumraku připravují bohyně Flora, Pan a další nymfy a faunové slavnosti na oslavu nejmocnějšího z králů (duet Flory a Pana se sborem Il est temps que chacun se rassemble en ces lieux... Chantons sa valeur immortelle, tanec nymf – passe-pied – a zpěv dvou z nich Qu'un cœur est heureux). Z moře vystupuje Néreus v doprovodu mořských bohů a varuje opovážlivé nepřátele Francie; pak se přidává ke slavnosti (recitativ Je sors de l'empire de l'onde, sbor Cherchons, cherchons à satisfaire, balet mořských božstev a zpěv mořského boha L'Amour soumet tout le monde). Všichni tančí; Néreus a Pan představují tragédii o Kefalovi a Prokridě, kterou buou hrát zde v zázemí, zatímco posílají pozdravy válečníkům na hranicích říše (Néreův recitativ Dans ces lieux que le Ciel garantit de l'orage, zpěv Pana s sboru À l'abri du fracas des armes a sbor Courrez, volez, ô guerriers invincibles).

### 1. dějství
(Náměstí v Athénách vyzdobené k hrám, v pozadí chrám Pallas Athény) Thrácký princ Boreás pronásleduje athénskou princeznu Prokridu svou láskou (recitativ a árie Me fuirez-vous toujours? ... Un seul de vos regards pouroit charmer les dieux), ale ta se tváří nedobytnou vůči Érótovým šípům. Rozčarovaný Boreás ji však obviňuje z tajné náklonnosti k jeho sokovi Kefalovi, který se právě vrací z vítězné výpravy proti Thrácii. – Prokris se skutečně zamilovala do Kefala, jak se svěřuje své důvěrnici Dorině (árie J'aime, il faut l'avouer). Ta ji utěšuje: dnes jí má její otec, král Erechtheus, zvolit ženicha a všichni tuší, že to bude Kefalos, který je královým oblíbencem. Prokris má však tušení, že se její naděje tak snadno nenaplní (árie On voit les ardeurs les plus belles).
Kefalův druh Arkas oznamuje Prokridě, že si Kefala povolal král, a ptá se jí, zda chce i nyní vzdorovat Kefalovu dvoření. Prokris skromně prohlašuje, že se podrobí otcově vůli. Arkas se pak snaží přesvědčit Dorinu, aby opětovala jeho lásku a slíbila mu svou ruku (árie En vain le changement s'offre a me soulager). Té se sice Arkas líbí, ale žádné milostné přísahy činit nechce, protože její city se mohou snadno změnit (árie L'amour n'est point charmant, duet Pour vivre sans chagrin).
Athéňané přivádějí vítězného Kefala (pochod, sbor Célébrons d'un héros la valeur triomphante a balet). Král Kefalovi děkuje za velení athénských vojsk, které pacifikovaly Řecko, a prohlašuje o za svého zetě (árie Redoublez vos chants d'allégresse, píseň dvou Athéňanů Rendons-nous, cédons à la tendresse a balet). Tu se otevřou dveře Palladina chrámu a kněžka oznamuje, že jí jistá bohyně přišla zvěstovat nespokojenost bohů s chystaným sňatkem. Přikazuje, aby Prokris byla provdána za Borea a Kefala již nikdy neviděla. Kefalos zuří; král ho uklidňuje, že se bohů ještě přeptají, zda by se s tím nedalo něco dělat, ale jinak je třeba je poslechnout. Oba vcházejí do chrámu.

### 2. dějství

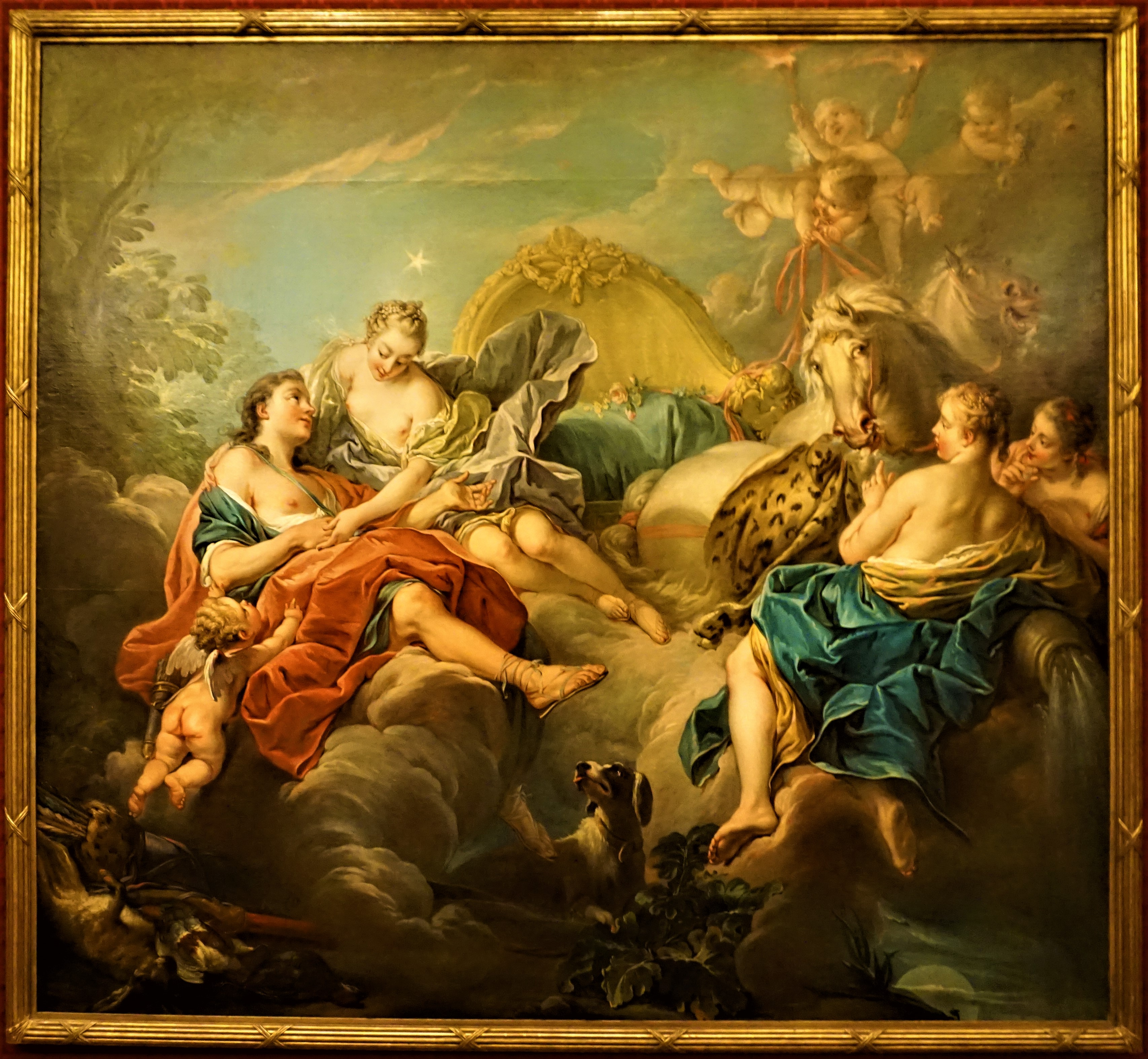
Aurora rozptyluje Kefala, obraz Françoise Bouchera z roku 1745

(Osamělé místo na úpatí hory Hyméttos) Prokris se uchýlila do přírodní samoty a zoufá si. Nyní lituje, že svou náklonnost tak dlouho před Kefalem skrývala; teď už ho více neuvidí (árie Lieux écartés, paisible solitude). Vyhledá ji Kefalos, aby se s ní rozloučil, a Prokris mu vyznává svou lásku (árie Un cœur trop sévère). Kefalos je nadšen a snaží se vymyslet, jak přání bohů obejít, ale Prokris se s ním loučí navždy a odchází (duet Le ciel m'avoit flatté de la vaine espérance). Kefalos si nyní zoufá ještě více a vyčítá bohům krutost, pak se jim omlouvá (árie Dieux cruels, dieux impitoyables!). Nato se skryje, když vidí přicházet svého soka s jeho thráckou družinou. Boreás je spokojen, že jeho věrná láska dosáhla naplnění, a společnost zpívá a tančí (recitativ a árie se sborem Les dieux m'ont enfin accordé la victoire... Quel plaisir pour les cœurs fidèles, balet). Tančí a zpívají i pastýři a pastýřky (duet Les rossignols dés que le jour commence a balet – bourrée). Když dotančí, vyjde Kefalos z úkrytu, konfrontuje Borea a vyhrožuje mu, ale Boreás si z bezmocného hněvu žárlivce nic nedělá a odchází.
Z nebes sestoupí na zářícím voze Aurora se svou společnicí Ifis. Stále zuřícího Kefala se bohyně snaží uklidnit poukazem na to, že kdo ví, zda Prokris za jeho rozrušení stojí. Prokris prý ho jistě zradí: ona každý den objíždí na svém voze celý svět, takže ví, jak na něm věci chodí (árie J'ouvre au père du jour la céleste barrière). Kefalos začíná pochybovat a Aurora mu nabízí jako řešení, aby se vzdálil z těchto míst, kde ho vše rozrušuje. Kefala se chopí zefyrové a odnesou ho pryč. Ifis se diví, proč Aurora na Kefala vynakládá tolik úsilí. Aurora odpovídá, že se sama do Kefala zamilovala, a proto nařídila Palladině kněžce zrušit jeho sňatek s Prokridou. Ifis ji ubezpečuje, že Kefalovu věrnost nebude obtížné zlomit (árie La plus longue persévérance). Obě odlétají za Kefalem.

### 3. dějství
(Domov Rozkoše; tato bohyně odpočívá na květinovém loži) Kefalos i zde, v bezstarostném a příjemném místě, trpí nešťastnou láskou (recitativ Amour, que sous tes lois cruelles). Ifis se ho snaží utěšit (árie Tôt ou tard l'amour répare) a rozptýlit s pomocí Rozkoše (velké divertissement: balet, árie společnice Rozkoše Tendres amants, bravez vos peines se sborem, tanec – passacaglia, árie společnice Rozkoše La douce folie, que celle d'aimer se sborem a tancem) . Aurora stále zasmušilému Kefalovi vyčítá, že neoceňuje její úsilí ho rozptýlit a stále myslí na proradnou Prokridu. Kefalos se za svou přepjatou věrnost v lásce omlouvá, ale nemůže jinak. Aurora mu konečně sděluje, že ona, bohyně, se do něj smrtelníka zamilovala, ale Kefalem ani to nepohne. Rozzlobená Aurora ho posílá pryč (árie Vous me vravez, cruel), ale když zefyrové odnesou Kefala zpět do Athén, Aurora si uvědomuje, že ho miluje ještě více než předtím, a vyráží se za jeho netečnost pomstít.

### 4. dějství

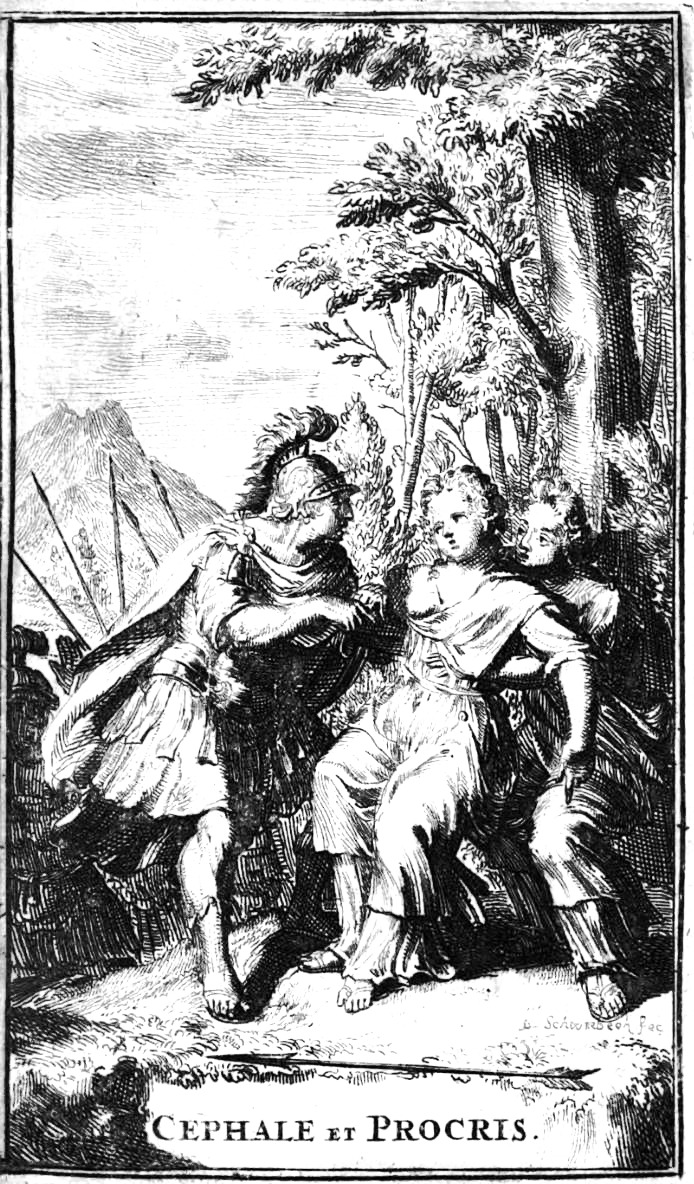
Kefalos a Prokris, závěrečná scéna, rytina z první edice partitury 1694

(Zahrady Erechtheova paláce) Arkas musí odejít z Athén spolu s Kefalem, a proto se ptá Doriny, zda si ho konečně vezme a odejde s ním. Dorina ho má ráda, ale vdávat se nechce nikdy. Arkas s Dorinou se nakonec shodují na tom, že v lásce může být přehnaná vášeň a stálost na škodu (dialog s arietou Doriny Quelques plaisirs qu'on se promette, Arkasovou arietou Les mépris d'une cruelle a duetem Vivons toujours sans tristesse). Z místa je vyžene rozezlená Aurora; chce kouzly přesvědčit Prokridu o Kefalově nevěře a vzbudit v ní neopodstatněnou žárlivost (recitativ Ô vous implacable ennemie). Ifis ji v tom ještě podněcuje.
Prokris se sem utíká skrýt před sňatkem s Boreem a přeje si smrt (árie Funeste mort, donnez-moi du secours). Najednou se zahrada mění na pustinu, kde je domovem Žárlivost. Žárlivost vyděšenou Prokridu přesvědčuje o Kefalově nestálosti; Prokris omdlévá a nad ní řádí Žárlivost, Hněv a Zoufalství (tercet Pour obéir à la déesse). Smečka démonů kolem Prokridy tančí a spolu se Žárlivostí dívce vdechují černé myšlenky (sbor Accourons, traînons nos fers, zpěv Žárlivosti Sortez, sortez d'un honteux esclavage se sborem démonů a balet). Když se Prokris vzbudí opět v zahradě, vidí Kefala, ale místo očekávaného jásotu mu vyčítá nevěru. Kefalos se brání, ale Prokris ho neposlouchá – za trest pro něj se ještě dnes provdá za Borea. Odběhne; Kefalos ještě chvíli koprní a pak se rozběhne za ní.

### 5. dějství
(Les u Athén) Prokris odmítá Dorinino ujišťování o Kefalově oddanosti (recitativ Ne me parle plus d'un parjure). Nachází ji zde Boreás se svou družinou. Prokris předstírá, že jej konečně miluje, a dává svolení k co nejdřívějšímu sňatku. Boreás a Prokris si slibují lásku (duet Après des mortelles peines). Boreás je šťasten a nařídí své družině, aby se Prokridě odvděčili tancem; sám s nimi zpívá o triumfu lásky (árie se sborem Empressez-vous ... Est-il de plus douce victoire a balet).
Prokris, jež tak dokonala svou pomstu na Kefalovi, chce nyní o samotě zemřít. Objeví se však Aurora, která se náhle rozmyslela. Ujišťuje Prokridu, že je jí Kefalos věrný a že jí myšlenky na milencovu nestálost vnukla nejmenovaná žárlivá bohyně. Nechť pílí za ním, bohové již nebudou jejich svazku stát v cestě. Když Prokris odběhne, Aurora přemítá: ovládla se a dala zvítězit dobru, ale to neznamená, že nešťastnou láskou netrpí pořád (recitativ Que fais-je? quel projet?). – Ifis, která měla Kefalovi vyřídit Aurořinu vůli, se vrací s překvapivě špatnými zprávami: když ohlásila změnu vůle bohů, král ihned zrušil sňatek Prokridy s Boreem a prohlásil svým zetěm opět Kefala, jenže rozzuřený Boreás Kefala vyhledal a dal se s ním do souboje, při kterém Kefalos smrtelně zranil Prokridu, jež se snažila jejich spor utišit. Aurora vidouc, že její snahy o nápravu vyvolaly ještě větší tragédii, překotně mizí.
Kefalos chce umřít a odhání Athéňany, kteří mu v tom chtějí zabránit (recitativ Ah! laissez-moi mourir. Dorina přivádí umírající Prokridu; ta se s Kefalem loučí a dříve, než naposledy vydechne v Dorinině náručí, ho zapřísahá, aby zůstal naživu (erecitativ Non, vivez). Dorina pak odvléká Prokridinu mrtvolu a Kefalos nachází klid, neboť se hodlá s Prokridou brzy znovu shledat v podsvětí.

## Instrumentace
Dvě flétny / dva hoboje, fagot, trubka; housle (1. a 2.), altové housle, tenorové housle, kvintové housle, basové housle (typická lullyovská instrumentace, dle dobové terminologie „dessus de violons, hautes-contre, tailles, quintes, basses de violon“).

## Nahrávky
- 2005 (CD ORF 3033, 2008). Zpívají: (Prokris) Raphaële Kennedy, (Kefalos) Achim Schulz,(Dorina) Camilla de Falleiro, (Arkas) Lisandro Abadie, (Aurora) Mariana Flores, (Žárlivost) Daniel Issa, (Minervina kněžka) Ana Jesús Sánchez, (Athéňanka) Kazuko Nakano; soubor Musica Fiorita řídí Daniela Dolci.[1][15]
- 2023 (CD CVS119, 2024). Zpívají: Kefalos/Néreus) Reinoud van Mechelen, (Aurora) Ema Nikolovska, (Prokris) Doborah Cachet, ((Dorina/Flora) Lore Binon, (Ifis/Minervina kněžka/Nymfa) Gwendoline Blondeel, (Žárlivost/Mořský bůh/Thrácký muž) Marc Mauillon, (Boreás/Pan) Lisandro Abadie, (Arkas) Samuel Namotte, (Nymfa, Athéňanka, Společnice Rozkoše) Wei-Lian Huang, (Athéňanka/Pastýřka) Pauline De Lannoy, (Pastýř/Hněv) Gert-Jan Verbueken, (Erechtheus/Zoufalství) Laurent Bourdeaux; soubor a nocte temporis a sbor Chœur de Chambre de Namur řídí Reinoud van Mechelen.